# Museo de la Verdura
El Museo de la Verdura es un espacio interactivo sobre la producción, distribución, comercio y consumo de hortalizas ubicado en Calahorra (Provincia de La Rioja, España). En el museo se exhiben piezas de madera y otras herramientas empleadas en zonas rurales. También se exponen los trajes que desfilan en la Pasarela de la verdura que se realiza en las Jornadas de la verdura en abril. Estos trajes están hechos con verduras y cada año presentan una temática diferente. Es el único museo de España centrado en la agricultura.

## Historia
Este ensalza el sobrenombre de "Ciudad de la verdura" que recibe la ciudad, por su localización geográfica estratégica, donde convergen dos ríos, el Ebro y elCidacos, y sus tierras están protegidas por las sierras de La Rioja Baja. 
El museo se sitúa en el casco antiguo de la ciudad, en la carcasa del convento de San Francisco del siglo XVI, del que se conserva intacta la fachada, accesible por la cuesta de la catedral. Fue rehabilitado en 2002 por el Gobierno de La Rioja, propietario del edificio, con ayuda del ministerio de fomento. 

## Contenido
Son 440 metros cuadrados dividido en dos plantas, con seis espacios expositivos:
- El territorio y el hombre: donde se expone tanto la estratégica ubicación de Calahorra como centro agrícola.

- La agricultura: evolución de la agricultura, desde los antiguos arados hasta los tractores modernos.

- Nuestras verduras: la división de toda la variedad de verduras y hortalizas en temporadas según su plantación y recolecta. El espárrago, la cebolla, la alcachofa, el cardo, la lechuga, el pimiento y la coliflor, son las variedades más importantes para la localidad. En particular la coliflor está identificada con indicación geográfica protegida.

- La Conserva: desde su origen en el siglo XIX hasta la actualidad.

- Otros sistemas de conservación: se presenta a Calahorra como pionera en la utilización de nuevos métodos de conservación.

- Todo para comer: donde se destaca el papel fundamental de la verdura en la dieta mediterránea. Se exhibe una evolución de los utensilios de cocina y las cocinas como tal. También cuenta con recetas típicas de restaurantes de la localidad.

Dispone de pantallas táctiles y juegos de ordenador para hacer más dinámico y divertido el aprendizaje. En él se pueden realizar talleres y charlas sobre lo expuesto, sobre todo en visita escolares.